# Luciana Moura
Luciana Cristina Moura est une ancienne joueuse brésilienne de volley-ball née le 22 juin 1984 à Araras. Elle mesure 1,71 m et jouait au poste de passeuse.  

## Clubs
| Club                             | De        | À         |
| -------------------------------- | --------- | --------- |
| Associação Piracicabana de Volei | 2003-2004 | 2004-2005 |
| Famalicense Atlético Clube       | 2005-2006 | 2005-2006 |
| Associação Piracicabana de Volei | 2006-2006 | 2006-2006 |
| Vôlei Futuro                     | 2006-2007 | 2006-2007 |
| Esporte Clube Banespa            | 2007-2008 | 2008-2009 |
| AD Brusque                       | 2009-2010 | 2009-2010 |
| Rio do Sul                       | 2010-2011 | 2010-2011 |
| Macaé Sports                     | 2011-2012 | 2011-2012 |
| Vôlei Bauru                      | 2013-2014 | 2013-2014 |